# Weibern (Alta Áustria)
Weibern é um município da Áustria localizado no distrito de Grieskirchen, no estado de Alta Áustria.